# Eifelrennen 1935
L'Eifelrennen 1935 est un Grand Prix qui s'est tenu sur le Nürburgring le 16 juin 1935.

## Grille de départ
| 1re ligne | Pos. 3                   |                  | Pos. 2                        |                    | Pos. 1             |
| --------- | ------------------------ | ---------------- | ----------------------------- | ------------------ | ------------------ |
|           | Caracciola Mercedes-Benz |                  | Von Brauchitsch Mercedes-Benz |                    | Stuck Auto Union   |
| 2e ligne  |                          | Pos. 5           |                               | Pos. 4             |                    |
|           |                          | Varzi Auto Union |                               | Chiron Alfa Romeo  |                    |
| 3e ligne  | Pos. 8                   |                  | Pos. 7                        |                    | Pos. 6             |
|           | Taruffi Bugatti          |                  | Balestrero Alfa Romeo         |                    | Fagioli Bugatti    |
| 4e ligne  |                          | Pos. 10          |                               | Pos. 9             |                    |
|           |                          | Hartmann Bugatti |                               | Lang Mercedes-Benz |                    |
| 5e ligne  | Pos. 13                  |                  | Pos. 12                       |                    | Pos. 11            |
|           | Étancelin Maserati       |                  | Rosemeyer Auto Union          |                    | Zehender Maserati  |
| 6e ligne  |                          | Pos. 15          |                               | Pos. 14            |                    |
|           |                          | Froy Bugatti     |                               | Dreyfus Alfa Romeo |                    |
| 7e ligne  |                          |                  |                               |                    | Pos. 16            |
|           |                          |                  |                               |                    | Pietsch Auto Union |

## Classement de la course
| Pos  | no | Pilote                             | Écurie                      | Châssis            | Tours | Temps/Abandon     | Grille |
| ---- | -- | ---------------------------------- | --------------------------- | ------------------ | ----- | ----------------- | ------ |
| 1    | 5  | Rudolf Caracciola                  | Daimler-Benz AG             | Mercedes-Benz W25B | 11    | 2 h 8 min 8 s 3   | 2      |
| 2    | 4  | Bernd Rosemeyer                    | Auto Union                  | Auto Union Type B  | 11    | + 1 s 9           | 11     |
| 3    | 10 | Louis Chiron                       | Scuderia Ferrari            | Alfa Romeo P3      | 11    | + 1 min 32 s 1    | 3      |
| 4    | 6  | Luigi Fagioli                      | Daimler-Benz AG             | Mercedes-Benz W25B | 11    | + 4 min 41 s 9    | 6      |
| 5    | 8  | Hermann Lang                       | Daimler-Benz AG             | Mercedes-Benz W25A | 11    | + 5 min 46 s      | 9      |
| 6    | 3  | Paul Pietsch                       | Auto Union                  | Auto Union Type B  | 11    | + 6 min 46 s 7    | 16     |
| 7    | 9  | René Dreyfus                       | Scuderia Ferrari            | Alfa Romeo P3      | 11    | + 8 min 27 s 7    | 14     |
| 8    | 12 | Philippe Étancelin                 | Scuderia Subalpina          | Maserati 6C-34     | 11    | + 11 min 9 s 1    | 13     |
| 9    | 2  | Achille Varzi Hermann zu Leiningen | Auto Union                  | Auto Union Type B  | 11    | + 11 min 56 s 9   | 8      |
| Abd. | 7  | Manfred von Brauchitsch            | Daimler-Benz AG             | Mercedes-Benz W25B | 8     | Allumage          | 1      |
| Abd. | 15 | Piero Taruffi                      | Privé                       | Bugatti T59        | 8     | Accident          | 5      |
| Abd. | 1  | Hans Stuck                         | Auto Union                  | Auto Union Type B  | 7     | Bougies           | 3      |
| Abd. | 16 | Laszlo Hartmann                    | Privé                       | Bugatti Type 51    | 6     | Boîte de vitesses | 10     |
| Abd. | 20 | Renato Balestrero                  | Gruppo Genovese San Giorgio | Alfa Romeo Monza   | 5     | Suspension        | 7      |
| Abd. | 11 | Goffredo Zehender                  | Scuderia Subalpina          | Maserati 6C-34     | 4     | Bougies           | 12     |
| Abd. | 21 | Dudley Froy                        | George Manby-Colegrave      | Bugatti T54        | 2     | Moteur            | 15     |
| Np.  | 13 | Juan Zanelli                       | Privé                       | Maserati 8CM       |       |                   |        |
| Np.  | 17 | Attilio Battilana                  | Privé                       | Alfa Romeo Monza   |       |                   |        |
| Np.  | 18 | José María de Villapadierna        | Privé                       | Maserati 8CM       |       |                   |        |
| Np.  | 19 | Giuseppe Farina                    | Scuderia Subalpina          | Maserati 4C        |       |                   |        |

- Légende: Abd.=Abandon - Np.=Non partant.

## Pole position & Record du tour
- Pole position : Hans Stuck par ballotage.
- Record du tour : Bernd Rosemeyer en 11 min 5 s.